# Beaurières
Beaurières település Franciaországban, Drôme megyében. Lakosainak száma 78 fő (2022. január 1.). Beaurières La Beaume, Beaumont-en-Diois, Charens, Val-Maravel, Lesches-en-Diois, Les Prés és Valdrôme községekkel határos.

## Népesség
A település népességének változása:
| Lakosok száma | 160  | 114  | 97   | 83   | 87   | 80   | 67   | 69   | 69   | 78   |
|               | 1968 | 1982 | 1990 | 2006 | 2013 | 2015 | 2017 | 2019 | 2020 | 2022 |